# Eduardo Lorente
Eduardo Lorente Ginesta (Barcelona, 24 de mayo de 1977) es un deportista español que compitió en natación, especialista en el estilo libre.
Ganó dos medallas en el Campeonato Europeo de Natación en Piscina Corta, oro en 2006 y bronce en 2004, ambas en la prueba de 50 m libre.
Participó en dos Juegos Olímpicos de Verano, en Sídney 2000 y Atenas 2004, ocupando en ambas ocasiones el 23.er lugar en la prueba de 50 m libre.

## Palmarés internacional
| Campeonato Europeo en Piscina Corta | Campeonato Europeo en Piscina Corta | Campeonato Europeo en Piscina Corta | Campeonato Europeo en Piscina Corta |
| Año                                 | Lugar                               | Medalla                             | Prueba                              |
| ----------------------------------- | ----------------------------------- | ----------------------------------- | ----------------------------------- |
| 2004                                | Viena (Austria)                     | Medalla de bronce                   | 50 m libre                          |
| 2006                                | Helsinki (Finlandia)                | Medalla de oro                      | 50 m libre                          |